# Эусоциальность

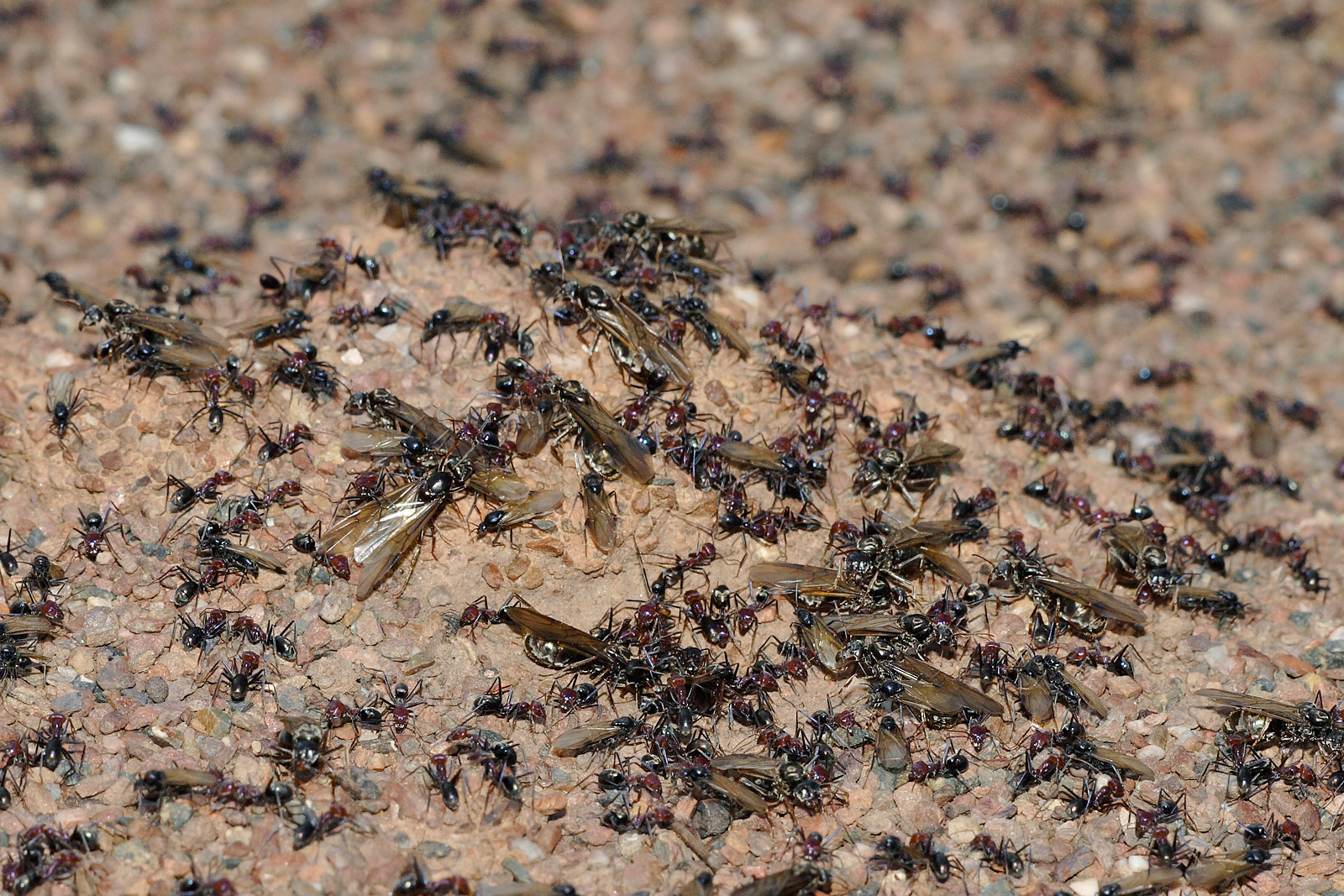
Роение муравьёв Iridomyrmex purpureus

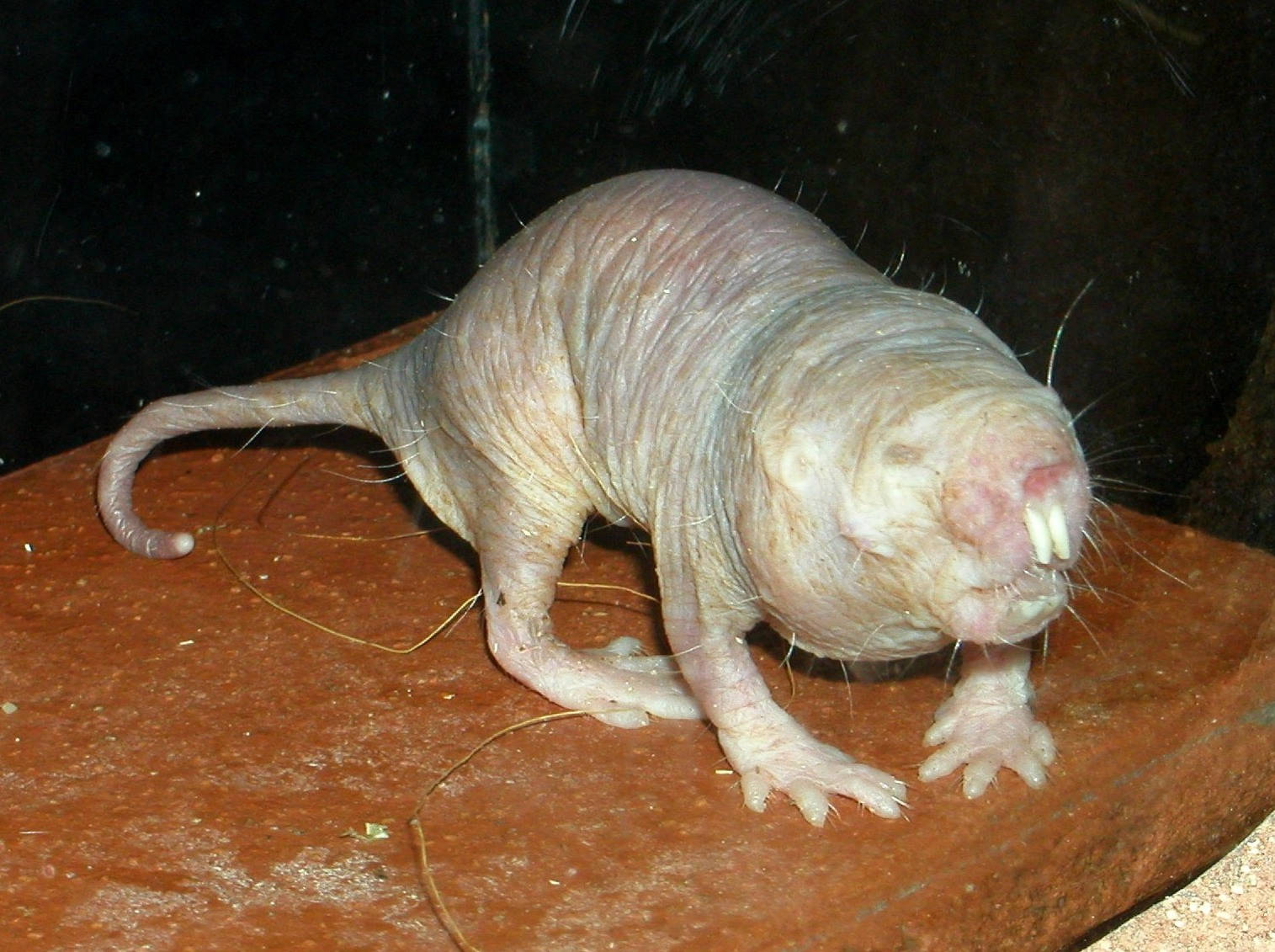
Голый землекоп (Heterocephalus glaber)

Эусоциальность (др.-греч. εὖ «полностью, хорошо» + социальность) — форма организации сообществ (как правило, семейных групп) животных, при которой часть особей не размножаются и ухаживают за потомством размножающихся особей.  Эусоциальность и её теория изучается в социобиологии. В формировании эусоциальности различаются стадии пресоциальности: пресоциальность, субсоциальность, полусоциальность, парасоциальность и квазисоциальность.

## История
Термин был впервые предложен в 1966 году Сюзанной Батра (Suzanne Batra) при описании поведения общественных пчёл Индии, а уточнён в 1971 году профессором Эдвардом Осборном Уилсоном. Первоначально этот термин обозначал организмы (оригинально это были только общественные насекомые), которые обладали следующими признаками:
1. Разделение репродуктивного труда между плодовитыми матками и стерильными рабочими особями
2. Перекрывание нескольких поколений
3. Совместный уход за потомством

Следуя оригинальному определению Э. Уилсона, другие авторы в дальнейшем или расширяли или сужали его трактовку, фокусируя своё внимание на природе и степени разделения труда. Более узкое определение указывает требование для включения в рассматриваемую эусоциальную группу только для имеющих отличимые поведенческие группы или касты (с учётом их бесплодия и/или других особенностей), и такое определение исключает все виды социальных позвоночных животных (включая землекопов), ни один из которых не имеет касты. Более широкое определение учитывает любое временное разделение труда или неслучайное распределение репродуктивного успеха, чтобы составить эусоциальность, и некоторые авторы считают, что даже людей можно рассматривать эусоциальными.
В 2010 году Мартином Новаком, Кориной Тарнита и Эдвардом Уилсоном предложена новая гипотеза происхождения эусоциальности, согласно которой родство есть скорее следствие, а не причина эусоциальности.

## Описание
Эусоциальность является крайне редким явлением, так как на сегодняшний день среди миллионов видов организмов за последние несколько сотен миллионов лет обнаружено лишь 20 случаев эусоциальности (у насекомых, морских ракообразных, двух видов грызунов и человека).
Эусоциальность в первую очередь характеризуется феноменом репродуктивной специализации. В общем случае она выражается  в появлении стерильных членов вида (рабочие особи, солдаты, фуражиры), которые занимаются обслуживанием репродуктивных членов семьи. Явление эусоциальности включает морфологические и поведенческие изменения, групповую защиту семьи, вплоть до самопожертвования (альтруизм). Наибольшее число эусоциальных видов представлены среди следующих групп животных: муравьи, пчёлы, осы (отряд перепончатокрылые), термиты, у которых есть репродуктивная матка (королева) и бесплодные рабочие особи (самки). Среди эусоциальных видов есть и млекопитающие, такие как голый землекоп (Heterocephalus glaber) и дамарский пескорой (Cryptomys damarensis). У голых землекопов имеется одна плодовитая матка и 2-3 фертильных самца, а остальные самки и самцы выполняют роль рабочих особей (до 300 особей) и в размножении не участвуют.
Среди других эусоциальных групп отмечают также колониальных тлей, некоторые виды трипсов, креветок и жуков-грибовиков. Креветки рода Synalpheus живут в полости внутри губок, где находится размножающаяся самка в окружении рабочих особей и одна из них охраняет в неё вход. Жуки Austroplatypus incompertus (плоскоходы) и рода Pselaphacus из семейства грибовиков (Erotylidae) держатся группами и ведут своих личинок к грибам, которые те потом будут поедать. Обнаружены проявления эусоциальности также у плоских червей Himasthla.
Древнейший представитель эусоциальных видов обнаружен среди общественных ископаемых тараканов. В 2010 году был описан вымерший вид таких тараканов из альбского яруса мелового периода — Sociala perlucida, выделенный в семейство Socialidae.